# Congregazione della Presentazione della Vergine Maria
La Congregazione della Presentazione della Vergine Maria (in spagnolo Congregación de la Presentación de la Virgen María; sigla P.V.M.) è un istituto religioso femminile di diritto pontificio.

## Storia
La congregazione fu fondata Maximiano Fernández del Rincón y Soto Dávila e da María Teresa de la Asunción Martínez y Galindo.
La Martínez y Galindo, religiosa nel monastero delle clarisse di Baeza, su invito di Fernández del Rincón lasciò l'ordine per dare inizio a un nuovo istituto dedito all'istruzione della gioventù femminile: il 12 ottobre 1880 a Granada, insieme con altre sei aspiranti, ricevette l'abito della nuova congregazione.
La Martínez y Galindo ebbe il titolo di superiora generale, ma fu sempre Fernández del Rincón a dirigere l'istituto, anche dopo la sua elezione a vescovo di Teruel (1891). I due fondatori morirono entrambi nel 1907.
Le prime case all'estero vennero aperte dopo il 1947 in Venezuela e nel 1970 fu fondato il loro primo collegio in Uruguay.
L'istituto ricevette il pontificio decreto di lode il 7 ottobre 1973.

## Attività e diffusione
Le suore si dedicano all'istruzione e all'educazione cristiana della gioventù.
Oltre che in Spagna, sono presenti in Argentina, Colombia, Messico, Uruguay e Venezuela; la sede generalizia è in plaza de la Presentación a Granada.
Alla fine del 2015 l'istituto contava 103 religiose in 20 case.